# Tomoya Miguchi
Tomoya Miguchi (em japonês:  三口智也, Miguchi Tomoya; Wakayama, 26 de abril de 1986) é um pentatleta japonês. 

## Carreira
Miguchi representou seu país nos Jogos Olímpicos de Verão de 2016, terminando na 22ª colocação.